# パリ〜ルーベ2006
パリ〜ルーベ2006は、パリ〜ルーベの104回目のレース。ファビアン・カンチェラーラが優勝したが、大波乱の結末となった。
残り約20km付近でカンチェラーラが抜け出し、これをライフ・ホスト、ペーター・ファンペテヘム、ウラディミール・グセフの2番手グループが20秒～30秒差で追い、さらにトム・ボーネン、アレッサンドロ・バッラン、フアン・アントニオ・フレチャのグループが続く展開になったが、2番手グループの3選手が踏切の警報を無視して追撃したことを咎められて後に失格となった。一方、ボーネンらのグループは足止めを余儀なくされた。結局、カンチェラーラがそのまま押し切って優勝。以下、ホスト、ファンペテヘム、グセフの順で同タイムゴールとなったものの、前述の通り、この3選手は失格。ボーネンが2位に繰り上がった。

## 結果
コンピエーニュからルーベまでの259km
| 順位 | 選手名                       | 国籍         | チーム                             | 時間          |
| ---- | ---------------------------- | ------------ | ---------------------------------- | ------------- |
| 1    | ファビアン・カンチェラーラ   | スイス       | チームCSC                          | 6時間07分54秒 |
| 2    | トム・ボーネン               | ベルギー     | クイックステップ・イネルゲティック | +1分49秒      |
| 3    | アレッサンドロ・バッラン     | イタリア     | ランプレ・フォンディタル           | 同            |
| 4    | フアン・アントニオ・フレチャ | スペイン     | ラボバンク                         | 同            |
| 5    | ベルンハルト・アイゼル       | オーストリア | フランセーズ・デ・ジュー           | +3分25秒      |
| 6    | シュテフェン・ヴェーゼマン   | スイス       | T-モバイル                         | +5分35秒      |
| 7    | フレデリック・ゲドン         | フランス     | フランセーズ・デ・ジュー           | +6分31秒      |
| 8    | ベルト・ルセムス             | ベルギー     | ダヴィタモン・ロット               | +6分44秒      |
| 9    | クリストフ・マンガン         | フランス     | フランセーズ・デ・ジュー           | 同            |
| 10   | スタッフ・スヘイルリンクス   | ベルギー     | コフィディス                       | +6分45秒      |

- 優勝のカンチェラーラに1分23秒差で入線した、2位のライフ・ホスト、3位のペーター・ファンペテヘム、4位のウラディミール・グセフは失格となった。